# 长爪梅花草
长爪梅花草（学名：Parnassia farreri）为卫矛科梅花草属下的一个种。

## 扩展阅读
- 維基物種上的相關：长爪梅花草